# Henrik Olofsson (Horn)
Henrik Olofsson (Horn) var en svensk frälseman som levde under 1400-talets första hälft. Han var son till Olof Mattsson (Horn), stamfader för Hornätten, och bror till prosten Matthias Olavi (Horn). Han fick 1407 av kung Erik av Pommern frälsebrev för sig och sina efterkommande. Han ägde sätesgården Åminne i Halikko socken och fick genom giftermål med dottern till riddaren, lagmannen och riksrådet Henrik Klasson (Djäkn) gården Kanckas i Masko socken. Efter dessa herrgårdar är Hornättens två huvudgrenar uppkallade; Horn af Kanckas och Horn af Åminne. Henrik Olofsson levde alltjämt 1448.

## Barn
- Klas Henriksson (Horn), lagman
- Alissa Henriksdotter